# 선우 (성씨)
선우(鮮于)씨는 중국과 한국의 성씨이다. 선우씨는 중국 《백가성(百家姓)》 제437위이다. 2000년 대한민국 통계청 조사에서 1,103가구, 3,560명으로 집계되었다. 본관은 태원(太原) 단본이다.
| “ | 《조선왕조실록》 선조실록 165권, 선조 36년 8월 13일 병신 1번째기사 1603년 명 만력(萬曆) 31년《주역》의 명이괘를 강독하다 근수가 아뢰기를, "세상에서 전하기로는 청주 한씨(淸州韓氏)가 기자의 후손이라 합니다." 하니, 상이 이르기를, "무슨 까닭인가?" 하자, 영경이 아뢰기를, "마한(馬韓)·진한(辰韓)·변한(弁韓)이 삼한(三韓)이 국호이었으므로, 한을 가리켜 기자의 후손이라 합니다." 하고, 근수는 아뢰기를, "공가(孔哥)·인가(印哥)·선우가(鮮于哥)도 다 기자의 후손입니다. 대개 기자의 작은 아들이 우(于)에 봉해졌으므로, 선우라 합니다. 고시(古詩)에 ‘기자의 후손에는 털북숭이가 많다. [箕子枝裔多髯翁]’ 하였는데, 대개 선우추(鮮于樞)를 가리킨 것입니다." 하고, 윤휘는 아뢰기를, "평안도에서는 선우가가 대대로 기자전(箕子殿)의 참봉(參奉)이 된다 합니다." 하니, 상이 이르기를, "어느 중국 사신이 기자묘를 보고 말하기를 ‘이것은 역장(逆葬)이니, 너희 나라에는 반드시 기자의 자손이 없을 것이다.’ 하였다." 하자, 영경이 아뢰기를, "그것은 풍수설(風水說)입니다." 하였다. | ” |
|   | — 【태백산사고본】 95책 165권 18장 A면【국편영인본】 24책 518면 【분류】 왕실-경연(經筵) / 역사-고사(故事) / 역사-사학(史學) [註 138]홍범(洪範) : 《서경(書經)》의 편명(篇名). |   |

## 태원 선우씨
기자가 주나라 무왕 때 기자조선(箕子朝鮮)을 세우고 그의 맏아들 기송(箕松)이 2대 장혜왕(莊惠王)으로 즉위하면서 아우인 기중(箕仲)을 우산국(于山國)에 봉하여 나라를 세웠으므로 조선의 선(鮮)자와 우산국의 우(于)자를 따서 선우씨(鮮于氏)로 삼았다고 하며, 기자가 식읍(食邑)을 하사받은 태원(太原)을 본관으로 삼게 되었다고 한다. 기준이 위만에게 나라를 빼앗기고 남천하여 금마군(金馬郡)에 나라를 세워 마한(馬韓)이라 칭했으나 백제에게 나라를 빼앗겨 8대 원왕(元王)의 아들 기양(箕諒)이 평안남도 용강군 오석산(烏石山)으로 들어가 성을 쌓고 창도(創都)하여 나라를 황룡(黃龍)이라 하며 세계를 이어왔다고 한다. 기양의 10세손 기병(箕柄)이 고구려에 나라를 빼앗겨 서민(庶民)으로 세계를 이어왔다. 행주 기씨, 청주 한씨와는 이성동본이라고 한다.
그러나 이후의 세계(世系)가 명확하지 않아 고려 문종 때 중서주서(中書注書)를 지낸 선우정(鮮于靖)을 1세조로, 조선 효종 때 사헌부집의에 증직(贈職)되었던 선우협(鮮于浹)을 중시조로 하여 세계를 이어오고 있다. 태원 선우씨는 조선시대에 4명의 문과 급제자를 배출하였다.
1930년 국세조사 당시 선우씨의 80%는 평안북도와 평안남도에 분포하고 있었으며 대규모의 집성촌을 이루어 살고 있다.

### 본관
본관은 기자조선(朝鮮)을 세운 기자의 출신지인 태원(太原)이다. 태원은 현재의 중화인민공화국 산둥성 타이위안이다.

## 인물

### 한국의 인물
- 선우혁
- 선우일
- 선우순
- 선우갑
- 선우진
- 선우진
- 선우휘
- 선우련
- 선우종원
- 선우중호 : 前 서울대학교 총장
- 선우영빈
- 선우경 : 前 아나운서 / 방송인
- 선우경식
- 선우대영 : 야구선수
- 선우재덕 : 배우
- 선우은숙 : 배우
- 선우용여 : 배우
- 선우명호 : 한양대학교 부총장(미래자동차공학과 교수,세계전기자동차협회(WEVA) 회장)
- 선우정아 : 가수
- 선우재혁 : 봉황중 축구선수
- 선우예권

### 외국의 인물
- 선우걸
- 선우황

## 이성동본
《청주한씨세보》에 따르면 마한 9대 원왕(元王)의 세 아들 우성(友誠), 우량(友諒), 우평(友平)이 각각 기씨(奇氏)·한씨(韓氏)·선우씨(鮮于氏)가 되었다고 한다.
- 태원 선우씨
- 청주 한씨
- 행주 기씨